# پنگوئن (فیلم ۲۰۲۰)
پنگوئن (به انگلیسی: Penguin) فیلمی هندی محصول سال ۲۰۲۰ و به کارگردانی ایشوار کارتیک است. در این فیلم بازیگرانی همچون کرتی سورش و لینگا ایفای نقش کرده‌اند.